# Шугуровка (станция)
Шугуровка — грузовая железнодорожная станция Башкирского региона Куйбышевской железной дороги на востоке Уфы. Расположена на тупиковой ветке Черниковка — Загородная. Движение электричек прекращено в 2009 году. В августе 2021 года при реконструкции первого пути платформа была снесена и станция утратила первоначальный облик.
Название дано по реке Шугуровке, протекающей рядом.